# 餓者髑髏

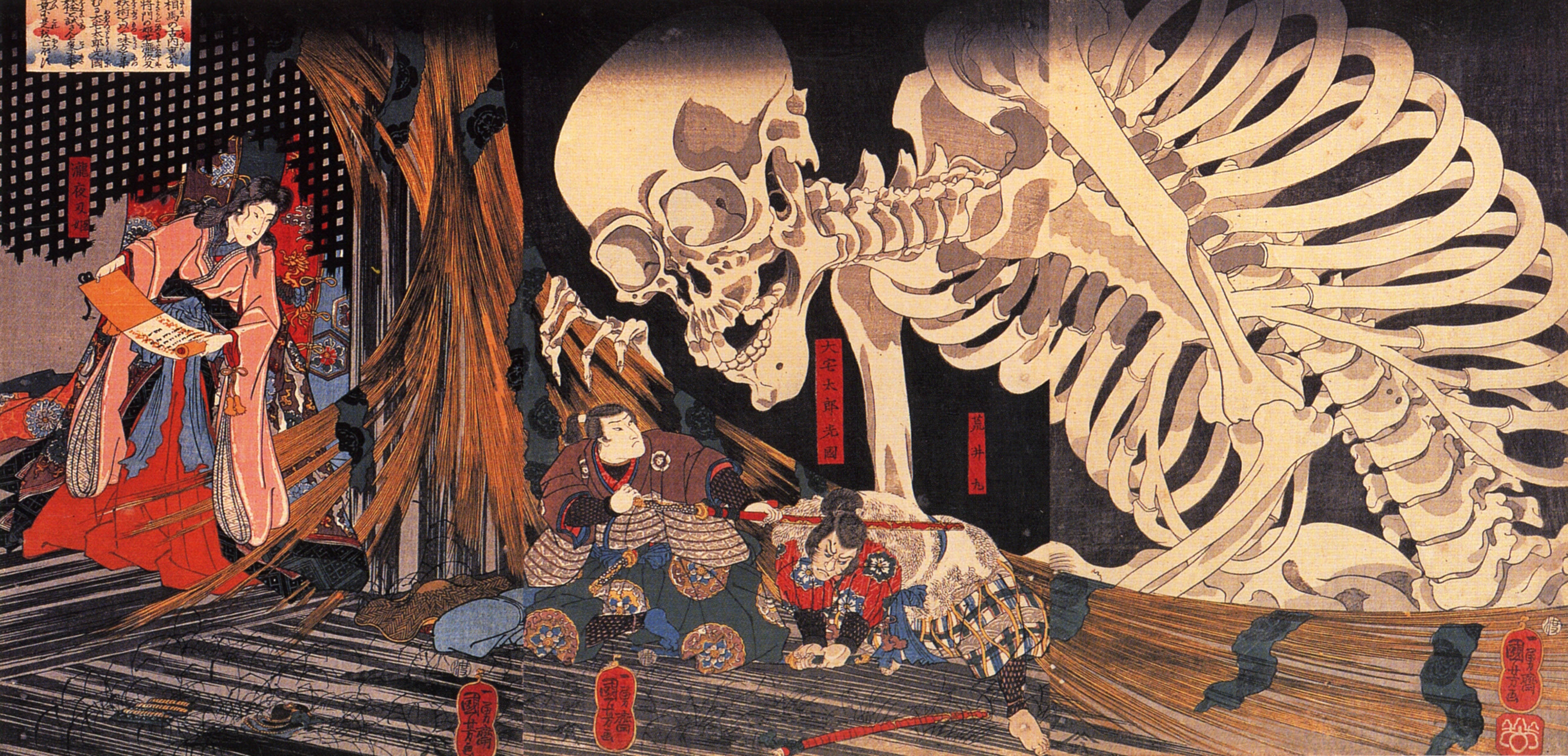
歌川國芳『相馬之古内裏』（1845-46年頃）

餓者髑髏（がしゃどくろ）是日本的妖怪。戰死者、路邊的死者等，未被埋葬的死者們的骸骨或怨念集結成巨大的骸骨之姿。據說在半夜發出「喀喀」聲四處徘徊，襲擊遇見的活人或捏碎吃掉。

## 概要
根據『日本靈異記』的說話，備後國（廣島縣）某男在夜晚的野外，聽見「眼睛好痛」的令人毛骨悚然的呻吟聲，在聲音處發現髑髏。幫髑髏從眼睛的部分拔除突出的竹筍，供上乾飯後，髑髏述說自己遭殺害的經過等身世，並向他道謝。
歌川國芳的『相馬之古内裏』是根據江戶時代山東京傳的讀本『善知安方忠義傳』的作品，描繪平將門的遺兒瀧夜叉姫召喚骸骨妖怪，襲擊大宅太郎光國的場面。歌川國芳將原作中許多身大的骸骨，描繪成1個巨大骸骨為其特色。

## 脚注
1. ↑  佐藤有文. . ジャガーバックス. 立風書房. 1972: 178–179.
2. 1 2  水木茂. . 講談社（講談社文庫）. 2014: 188. ISBN 978-4-062-77602-8.
3. ↑  『生誕200年記念 歌川國芳展』図録 1996年 235頁
4. ↑  山東京伝全集編集委員会 『山東京伝全集』 第12巻 ぺりかん社 1997年　328-329頁

## 關連項目
- 骨骼